# Kevin Giovesi
Kevin Giovesi (Rho, 8 novembre 1993) è un pilota automobilistico italiano.

## Carriera

### Kart
Giovesi iniziò con i kart nel 2005 e corse inizialmente nella sua patria, l'Italia, per la maggior parte della sua carriera, passando dalle categorie junior sino ad arrivare alla KF3 nel 2008.

### Formula Lista Junior
Nel 2009 corse nella Formula Lista Junior, prima categoria di monoposto per lui, con la squadra Daltec Racing. Vinse le gare al Nürburgring, a Magny-Cours e ad Hockenheimring, con quattro altri podi che lo hanno portato alla vittoria del campionato.

### Formula 3 italiana
Giovesi passò poi alla Formula 3 italiana, unendosi alla BVM–Target Racing, ma dopo la prima gara si spostò alla JD Motorsport. Concluse metà delle sue corse a punti. Ciò lo fece catapultare al 15º posto in campionato.
Il pilota milanese rimase nel campionato italiano di Formula 3 anche nel 2011, ma cambiò team passando alla Lucidi Motors. Migliorò raggiungendo il 7º posto in classifica.
Dopo aver saltato le prime tre gare nel campionato italiano 2012, sempre di Formula 3, Giovesi tornò a correre, partecipando con il Team Ghinzani. Concluse 6º nella serie europea e 4º in quella italiana.

### F3 Europea
Nel 2012 Giovesi corse nella Copa Class del campionato Europeo di F3 con la Dallara F308 per il team DAV Racing. Finì 6º nella classe principale mentre vince la Copa Class.

### Formula Renault
Giovesi apparve in una singola gara nell'Eurocup Formula Renault 2.0 del 2012 con l'EPIC Racing e nella Formula Renault 2.0 NEC con la Daltec Racing nello stesso anno.

### GP2 Series
Giovesi debutta nella GP2 Series nel 2013, correndo con il Venezuela GP Lazarus.

### AutoGP
Finisce la stagione 2013 nel campionato AutoGP correndo per il Team Ghinzani, ottenendo buoni risultati.

### Formula 1
Il 22 luglio 2014 viene annunciato l'ingresso di Kevin nel programma per la crescita dei giovani piloti della Caterham.

## Risultati

### Sommario
| Anno | Serie                               | Team                | Gare | Vittorie | Pole | Gpv | Podi | Punti | Pos. |
| ---- | ----------------------------------- | ------------------- | ---- | -------- | ---- | --- | ---- | ----- | ---- |
| 2009 | Formula Lista Junior                | Daltec Racing       | 12   | 5        | 6    | 2   | 9    | 184   | 1º   |
| 2010 | Formula 3 italiana                  | BVM – Target Racing | 16   | 0        | 0    | 0   | 0    | 18    | 15º  |
| 2010 | Formula 3 italiana                  | JD Motorsport       | 16   | 0        | 0    | 0   | 0    | 18    | 15º  |
| 2011 | Formula 3 italiana                  | Lucidi Motors       | 16   | 2        | 0    | 1   | 3    | 184   | 7º   |
| 2012 | Open di F3 Europea                  | DAV Racing          | 14   | 0        | 0    | 0   | 1    | 93    | 6º   |
| 2012 | Copa Class degli Open di F3 Europea | DAV Racing          | 14   | 11       | 12   | 7   | 11   | 110   | 1º   |
| 2012 | Formula 3 Europea                   | Team Ghinzani       | 14   | 3        | 0    | 0   | 5    | 121   | 6º   |
| 2012 | Formula 3 italiana                  | Team Ghinzani       | 14   | 3        | 0    | 0   | 5    | 124   | 4º   |
| 2012 | Formula Renault 2.0 NEC             | Daltec Racing       | 3    | 0        | 0    | 0   | 0    | 14    | 40º  |
| 2012 | Eurocup Formula Renault 2.0         | EPIC Racing         | 2    | 0        | 0    | 0   | 0    | 0     | 41º  |

### Risultati in GP2 Series
(legenda) (Le gare in grassetto indicano la pole position) (Gare in corsivo indicano Gpv)
| Anno | Team                 | 1          | 2          | 3           | 4          | 5           | 6          | 7           | 8          | 9       | 10      | 11      | 12      | 13      | 14      | 15      | 16      | 17      | 18      | 19      | 20      | 21      | 22      | Pos. | Punti |
| ---- | -------------------- | ---------- | ---------- | ----------- | ---------- | ----------- | ---------- | ----------- | ---------- | ------- | ------- | ------- | ------- | ------- | ------- | ------- | ------- | ------- | ------- | ------- | ------- | ------- | ------- | ---- | ----- |
| 2013 | Venezuela GP Lazarus | MYS FEA 16 | MYS SPR 10 | BHR FEA Rit | BHR SPR 17 | ESP FEA Rit | ESP SPR 17 | MON FEA Rit | MON SPR 20 | GBR FEA | GBR SPR | GER FEA | GER SPR | HUN FEA | HUN SPR | BEL FEA | BEL SPR | ITA FEA | ITA SPR | SGP FEA | SGP SPR | ABU FEA | ABU SPR | 19º* | 0*    |

* Stagione in corso.